# شین هیکه‌مونوگاتاری (مجموعه تلویزیونی تایگا)
شین هِی‌که‌مونوگاتاری (به ژاپنی: 新・平家物語 Shin Heike Monogatari) نام یک مجموعه تلویزیونی تاریخی و دهمین سری از فیلم‌های مجموعه تلویزیونی تایگا است. این مجموعه ۵۲ قسمت دارد و توسط ان‌اچ‌کی در سال ۱۹۷۲ میلادی پخش شده‌است. داستان این مجموعه در مورد جنگ گنپی یا جنگ مابین خاندان تایرا و خاندان میناموتو است.